# Młosino Małe
Młosino Małe, Małe Młosino (kaszb. Jezoro Môłé Młosëno) – jezioro rynnowe w Polsce położone w mezoregionie Bory Tucholskie, w województwie pomorskim, w powiecie chojnickim, w gminie Brusy, na południowo-zachodnim skraju Wdzydzkiego Parku Krajobrazowego, na obszarze Kaszub Południowych.

## Charakterystyka
Jezioro jest połączone poprzez rzekę Młosinę od północy z jeziorem Młosino Wielkie zaś od wschodu z jeziorem Kały. Przez akwen przebiegają trasy szlaków kajakowych.

## Hydronimia
Według urzędowego spisu opracowanego przez Komisję Nazw Miejscowości i Obiektów Fizjograficznych (KNMiOF) opublikowanego przez Główny Urząd Geodezji i Kartografii (GUGiK) i udostępnionego na stronach Komisja Standaryzacji Nazw Geograficznych (KSNG) nazwa tego jeziora to Młosino Małe. W różnych publikacjach i na mapach topograficznych jezioro to występuje pod nazwą Małe Młosino.

## Morfometria
Powierzchnia zwierciadła wody według różnych źródeł wynosi od 14,5 ha do 15,2 ha.
Zwierciadło wody położone jest na wysokości m n.p.m. lub 139,5 m n.p.m.. Średnia głębokość jeziora wynosi 2,1 m, natomiast głębokość maksymalna 10,7 m.